# ریموند آیموس
ریموند آیموس (فرانسوی: Raymond Aimos‎؛ ۴ فوریه ۱۸۸۹ – ۲۲ اوت ۱۹۴۴ (aged 55)) هنرپیشه اهل فرانسه بود.
از فیلم‌ها یا برنامه‌های تلویزیونی که وی در آن نقش داشته‌است می‌توان به روز باستیل، بندر مه‌آلود، زیر بام‌های پاریس، آن‌ها پنج نفر بودند، و اولتیماتوم اشاره کرد.او علیرغم آینده ای که در کسب و کار ساعت سازی و جواهرات پدرش انتطاز می رفت، نمایش را ترجیح داد.
وقتی آیموس به یک بازیگر محبوب تبدیل شد، همیشه متواضع باقی ماند و هرگز با ثروت خود فخرفروشی نکرد. برای او ثروت واقعی در داشتن روابط انسانی مانند داشتن دوستان خوب بود.

## مرگ
آیموس به عنوان یک مبارز FFI در جریان آزادی پاریس مورد اصابت گلوله قرار گرفت و کشته شد.

## فیلم ها
- Accused, Stand Up! (1930)
- Under the Roofs of Paris (1930)
- Wooden Crosses (1932)
- Aces of the Turf (1932)
- The Regiment's Champion (1932)
- The Star of Valencia (1933)
- Bastille Day (1933)
- Night in May (1934)
- The Last Billionaire (1934)
- Les yeux noirs (1935)
- The Decoy (1935)
- The Terrible Lovers (1936)
- Under Western Eyes (1936)
- Les mutinés de l'Elseneur (1936)
- La belle équipe (1936)
- The Volga Boatman (1936)
- Mayerling (1936)
- The Man of the Hour (1937)
- Wells in Flames (1937)
- The Lie of Nina Petrovna (1937)
- Southern Mail (1937)
- Storm Over Asia (1938)
- Ultimatum (1938)
- Port of Shadows (1938)
- Captain Benoit (1938)
- Alert in the Mediterranean (1938)
- Immediate Call (1939)
- Thérèse Martin (1939)
- Fire in the Straw (1939)
- Nine Bachelors (1939)
- Sarajevo (1940)
- The Emigrant (1940)
- Summer Light (1943)